# Bucharest Ring

Circuitul Bucharest Ring

Bucharest Ring este o cursă de stradă în capitala României, București.
Construit de faimosul designer Hermann Tilke, circuitul se află în centrul orașului, care înconjoară Palatul Parlamentului.
Circuitul a fost închis in 2009, pentru neacoperirea suficientă a costurilor. Circuitul putea permite monoposturilor de Formula 1 să concureze la cele mai mari viteze pe un circuit stradal. MotoGP-ul putea veni pentru prima dată pe un circuit stradal.

Pe 20 mai 2007, Bucharest Ring a găzduit următoarele competiții:
- 2007 Sezonul Campionatului FIA GT
- 2007 Sezonul Formulei Trei
- Campionatul European FIA GT3
- Dacia Logan Cup

Pe 22 august 2008 a avut loc a doua ediție a competiției.